# Santo Tomás (Nikaragua)
Santo Tomás – miasto w Nikaragui, położone około 40 km od Juigalpa i 190 km od stolicy kraju Managua. W 2006 roku liczyło 15 800 mieszkańców. Ludność głównie zatrudniona jest w rolnictwie i hodowli oraz w przemyśle spożywczym i włókienniczym.

## Współpraca
Miejscowość partnerska:
- Mol, Belgia